# NGC 510
NGC 510 је двојна звезда у сазвежђу Рибе која се налази на NGC листи објеката дубоког неба.
Деклинација објекта је + 33° 29' 51" а ректасцензија 1h 23m 55,5s. Привидна величина (магнитуда) објекта NGC 510 износи 13,7.